# Manuel Pedro da Cunha Cintra

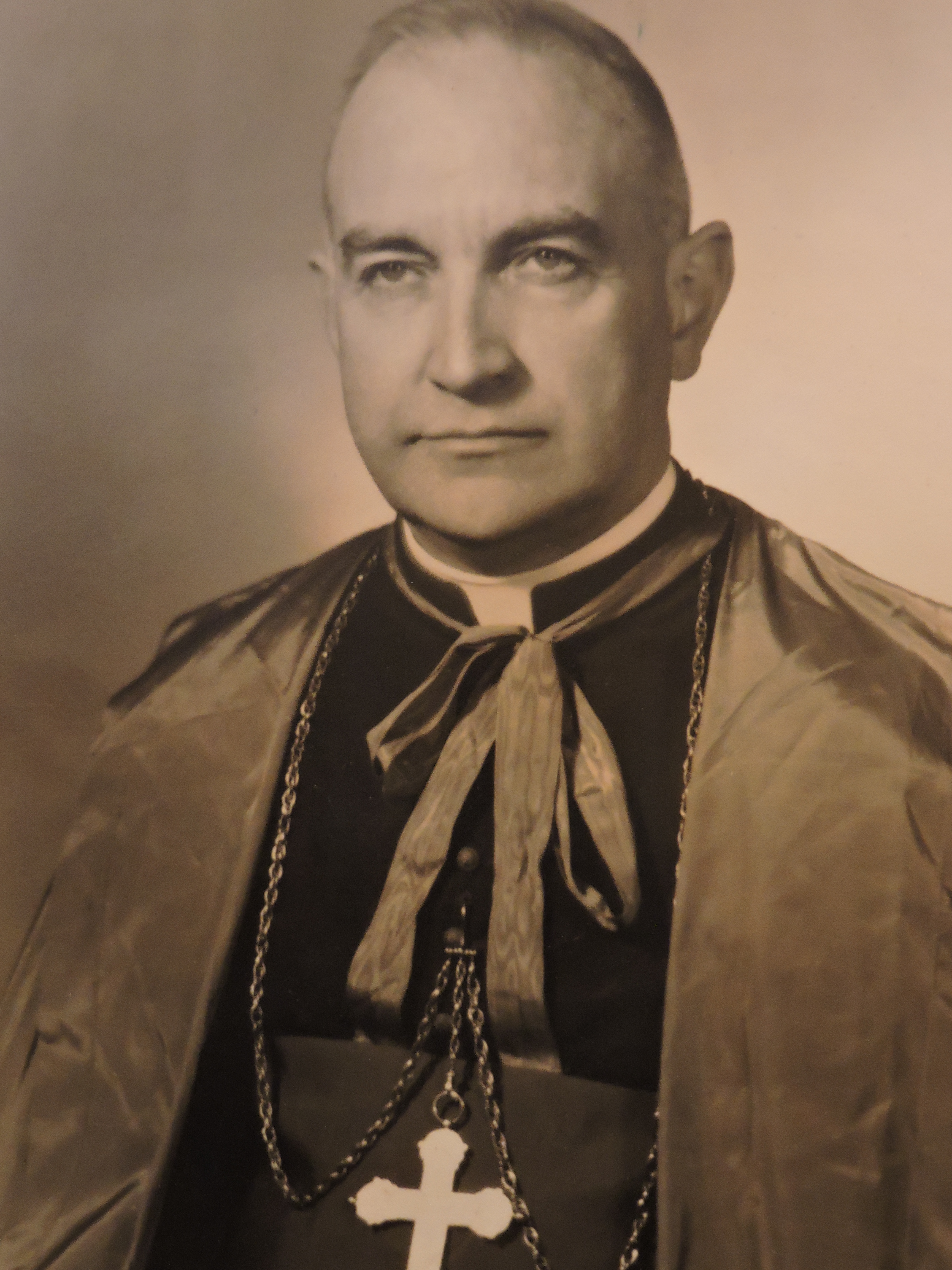
Manuel Pedro da Cunha Cintra

Manuel Pedro da Cunha Cintra (* 11. November 1906 in Piracaia, Bundesstaat São Paulo, Brasilien; † 30. März 1999 in Petrópolis, Bundesstaat Rio de Janeiro) war ein brasilianischer Geistlicher und römisch-katholischer Bischof von Petrópolis.

## Leben
Manuel Pedro da Cunha Cintra empfing am 26. Oktober 1930 das Sakrament der Priesterweihe.
Am 3. Januar 1948 ernannte ihn Papst Pius XII. zum ersten Bischof von Petrópolis. Der Erzbischof von São Paulo, Carlos Carmelo Kardinal de Vasconcellos Motta, spendete ihm am 28. März desselben Jahres die Bischofsweihe; Mitkonsekratoren waren der Erzbischof von Curitiba, Ático Eusébio da Rocha, und der Weihbischof in São Paulo, Antônio Maria Alves de Siqueira.
Am 15. Februar 1984 nahm Papst Johannes Paul II. das von Manuel Pedro da Cunha Cintra aus Altersgründen vorgebrachte Rücktrittsgesuch an.
Manuel Pedro da Cunha Cintra nahm an allen vier Sitzungsperioden des Zweiten Vatikanischen Konzils teil.